# Poltys timmeh
Poltys timmeh là một loài nhện trong họ Araneidae.
Loài này thuộc chi Poltys. Poltys timmeh được miêu tả năm 2006 bởi Smith.